# Team Deutschland
Team Deutschland (Team D) ist der Markenauftritt des 2006 gebildeten Deutschen Olympischen Sportbundes (DOSB), unter dem die Olympiateilnehmer Deutschlands erstmals bei den Olympischen Winterspielen 2018 in Pyeongchang gemeinsam aufgetreten sind.

Team Deutschland
Logo
Paralympics Logo

Ziel des DOSB ist es, nicht nur bei den Olympischen Spielen selber, sondern auch darüber hinaus Athleten und Athletinnen – Sommer-, wie auch Wintersportler – unter dem Dach „Team Deutschland“ zu verbinden. Neben verschiedenen Athleten war unter anderem Moritz Fürste (Doppel-Olympiasieger im Hockey) am Gestaltungsprozess beteiligt.